# 周佳佑
周佳佑（Jack Chou），臺灣歌手、作曲家、作詞家、編曲與音樂製作人兼導演。發行過個人創作專輯《翻臉》，早期投入新台語搖滾的創作演唱並發行專輯。而後致力幕後音樂制作,配樂及MV導演，也幫其他歌手作詞、作曲、統籌專輯。曾擔任SONY MUSIC資深製作統籌及多家唱片公司音樂製作人。

製作及統籌過蔡依林、楊丞琳、柯有倫、黃義達、吳宗憲、康康、莫文蔚、楊宗緯、王力宏、哈林、黃大煒、周蕙、蔡旻佑、劉亦菲、何潔、李霄云、陳零九、sugardaddy蜜糖老爹、依拜維吉等華人歌手。

2009年後轉戰經營獨立音樂品牌，目前以「用力活著」(官方臉書)音樂社團方式繼續推動台灣網路及獨立音樂人。

2012年成立後台音樂 實體發行台灣獨立音樂及推廣台灣原創音樂。

2014年擴大成立 Indie Monster 地下怪獸音樂基地。

2018年地球國際娛樂有限公司（台北）成立 。

## 專輯作品
- 《翻脸》（台語專輯）
- 《神獸(The Mythical Creatures)》（電音專輯 蜜糖老爹(Sugardaddy)

## 音樂製作
- SAYA   專輯
- 張善為 專輯
- 家有菲菲 原聲專輯
- 柯友綸 專輯
- 吳宗憲 專輯
- 康康 專輯
- 蔡依林 J-Game 專輯
- 楊丞琳 曖昧 專輯
- 楊丞琳 慶祝 專輯
- 楊丞琳 任意門 專輯
- 黃義達 專屬密碼 專輯
- 蔡旻佑 19專輯
- 深情密碼 原聲專輯
- 超女--何潔 明明不是angel 專輯
- 蔡依林 最愛 Live Concert音樂精選
- 翼勢力 18禁不禁 原聲專輯
- 劉亦菲 專輯
- 何潤東 單曲專輯
- 周蕙 綻放 專輯
- 2008年 楊宗緯《鴿子》
- 2009 楊宗緯 星空傳奇LIVE 專輯
- 2010 林承佑 五種愛情的樣子 迷你概念專輯
- 2010 李霄雲 你看到的我是藍色的 專輯
- 2010 陸瑤 路遙 專輯
- 2010 陳零九 首張迷你創作專輯
- 2011 黑色勢力 破潮 EP
- 2011 用力活著 MUSIC IS ALSO LIVING 網路專輯
- 2012 I AM MUSIC 零污染專輯 實體與網路專輯
- 2012 河仁傑專輯
- 2012 sugardaddy 同名專輯
- 2012 陳零九專輯 我只是害怕
- 2013 林少緯 為愛而聲 專輯
- 2013 陳零九 已讀不回 專輯
- 2013 吳是閎 或許我知道 專輯
- 2013 Candy Cola 糖果可樂 專輯
- 2014 羅杰熙 一起搖擺 單曲
- 2014 康姆士COM'Z樂團  專輯
- 2014 sugardaddy 重拍野獸專輯
- 2014 吳是閎 RED 專輯
- 2015 林少緯 你愛他專輯
- 2015 花兒 林佳音 雨過天晴專輯
- 2016 陳零九 NINE專輯
- 2016 M.T MIX SOUND BAR EP專輯
- 2016 繆以欣 漸忘症 EP專輯
- 2016 吳是閎 複習寂寞專輯
- 2016 花儿 林佳音 你呢 专辑
- 2016 胡利基 one day 专辑
- 2017 康姆士COM'Z乐团  你要如何我们就如何专辑
- 2017 黄立绮 不想成为那一种大人专辑
- 2017 陳零九 敢不敢 專輯
- 2018 胡利基  影子专辑
- 2018 黄立绮  討拍专辑
- 2018 胡利基  自話像ＥＰ
- 2018 缪以欣  安全感 單曲
- 2018 依拜維吉  遺忘之城 ＥＰ
- 2018 THE MIX  棄愛者 ＥＰ
- 2018 蜜糖老爹 (Sugardaddy)   神獸 (The Mythical Creatures) ＥＰ
- 2018 陳零九「忄青 哥欠」專輯

## 演出作品

### 電影
- 1998 超級天兵之機車班長飾演國際毒梟 黎文燦

## 外部連結
- 周佳佑 facebook

1. ↑  . www.xiami.com.   [2017-03-22]. （原始内容存档于2017-03-22） （中文（中国大陆））.